# Grzechy
Grzechy (ang. The Sins, 2000) – brytyjski serial kryminalny w reżyserii Davida Yatesa.
Światowa premiera serialu miała miejsce 24 października 2000 roku na antenie BBC. W Polsce emitowany na kanale Filmbox.

## Obsada
- Pete Postlethwaite jako Len Green
- Geraldine James jako Gloria Green
- Caroline Hayes jako Charity Green
- Billie Cook jako Dolores Green
- Frank Finlay jako wujek Irwin Green
- Philip Jackson jako Mickey Thomas
- Neil Stuke jako Carl Rogers
- Kenneth MacDonald jako Oy
- Claire Rushbrook jako Faith Blackwell
- Kaye Wragg jako Hope Green
- Laura Rogers jako Chastity Green
- Denise Black jako Mattise Clegg

i inni

## Spis odcinków
| Światowa premiera | N/o | Polski tytuł | Angielski tytuł |
| ----------------- | --- | ------------ | --------------- |
|                   |     |              |                 |
| SERIA PIERWSZA    |     |              |                 |
|                   |     |              |                 |
| 24.10.2000        | 01  | Pycha        | Pride           |
|                   |     |              |                 |
| 31.10.2000        | 02  | Chciwość     | Covetousness    |
|                   |     |              |                 |
| 07.11.2000        | 03  | Nieczystość  | Lust            |
|                   |     |              |                 |
| 14.11.2000        | 04  | Zazdrość     | Envy            |
|                   |     |              |                 |
| 21.11.2000        | 05  |              | Greed           |
|                   |     |              |                 |
| 28.11.2000        | 06  |              | Anger           |
|                   |     |              |                 |
| 05.12.2000        | 07  |              | Sloth           |
|                   |     |              |                 |